# Джини Уизли
Джиневра Моли Уизли („Джини“) е измислена героиня от серията книги „Хари Потър“ на Дж. К. Роулинг. Тя също като главния герой посещава „Хогуортс“. Във филмите тя е изиграна от актрисата Бони Райт.
Ролята на Джини е малка в началото на поредицата. Свързана е с Хари Потър, главно защото е по-малката сестра на Рон Уизли, най-добрият му приятел. Роулинг я обрисува като момиче, което харесва Хари, но то не споделя любовта ѝ (във втората книга). С развитието на серията книги авторката разгръща образа на Джини, като я включва като активен участник в някои от приключенията на главния герой.
Джини е описана в книгите като ниска на ръст, с червена коса и светлокафяви очи, също като на майка ѝ, въпреки че, подобно на Хари Потър, във филмите от поредицата е със сини очи. В интервюта Роулинг я описва като „сравнително енергична личност“, която е „упорита, не по неприятен начин, а... куражлийка“. Авторката я нарича още и „забавна“ и „много сърдечна и състрадателна“. Също така, с течение на времето Джини се превръща в умела магьосница.
Джини е влюбена в Хари Потър от мига, в който го вижда за първи път. Дълго време тя се притеснява в негово присъствие и почти не говори. Във втората книга (Хари Потър и стаята на тайните) Джини има по-главно участие. В нея попада дневникът на Том Риддъл, тя започва да си „общува“ с него и постепенно споменът на младия Риддъл, който живее в дневника я обсебва. Той я кара да напада ученици, докато Джини е под нещо като хипноза. Накрая я „повиква“ в стаята на тайните, искайки да примами Хари. Хари обаче спасява умираща Джини, която я кара да се притеснява още повече от него.
Самият Хари не изпитва подобни чувства към нея в първите пет книги. Вероятно не се е замислял за Джини основно защото тя е сестра на най-добрия му приятел. Въпреки че е доста срамежлива, понякога показва чувствата си чрез малки жестове – когато Хари е втори курс, тя му изпраща музикален поздрав за Свети Валентин, когато Хари е в трети курс и е попаднал в болничното крило, те му поднася ръчно изработена пееща картичка „Бързо оздравяване“, а когато Хари е в шести курс, Джини и  Хари отиват в "Нужната стая,,за да скрият стария учебник по отвари"Собственост на нечистокръвния принц,, По време на петата книга тя си хваща гадже (Дийн Томас съученик на Хари) и за първи път изглежда сякаш се е отказала от Хари, което, както по-късно разбираме, е поредният полезен съвет от Хърмаяни. В действителност тя никога не е спирала да го обича.
Джини взема по-главна роля в шестата книга (Хари Потър и Нечистокръвния принц). Тя влиза в отбора на Грифиндор по куидич, но основното, на което се обръща внимание са любовните ѝ отношение. Хари е живял цяло лято при семейство Уизли, и се привърза към Джини, макар и несъзнателно. Малко по малко, чувствата му към нея се засилват и той изпада в ярост (макар и да не го показва), когато вижда Джини да се целува със съученика му Дийн Томас. Дълго време се чуди как да подходи към нея и дали това няма да ядоса Рон. След като Грифиндор печелят купата по куидич (Хари е наказан при Снейп и пропуска мача) той без много замисляне целува Джини пред очите на всички. Рон е сащисан, но приема ситуацията. В края на книгата Хари казва на Джини, че трябва да се разделят, защото не иска да я подлага на опасност, докато търси хоркруксите на Волдеморт.
В „Хари Потър и Даровете на Смъртта“ Джини се завръща в Хогуортс, където заедно с останалите членове на „Армията на Дъмбълдор“ се борят срещу режима на Снейп и смъртожадните учители Кароу. Джини взема участие в „Битката за Хогуортс“ и се разминава на косъм със смъртта, след като проклятие на Белатрикс минава точно до нея. В епилога на Седмата книга за Хари Потър се казва, че 19 години по-късно Хари е женен за Джини Уизли и имат 3 деца – Джеймс Сириус, Албус Сивириъс и Лили Луна. След като завършва Хогуортс Джини играе куидич за Holyhead Harpies, а след това става куидич репортер за Daily Prohpet, използвайки името Джини Потър.